# كراكيات
الكراكيات (الاسم العلمي: Esociformes) رتبة صغيرة من الأسماك شعاعية الزعانف، وهي تضم فصيلتين، وهما الأمبريداي (Umbridae) (سمك المنوة الطيني) والزنجوريات (Esocidae) (سمك الكراكي). وقد تمت تسمية هذه الرتبة وفقًا لاسم أسماك الكراكي الواقعة في الجنس إيسوكس وتوجد الأنواع العشرة بواقع خمسة في كل فصيلة.
وترتبط هذه الرتبة ارتباطًا وثيقًا برتبة أشكال السلمونيات (رتبة من شعاعيات الزعانف تضم أسماك السلمون والتروتة)، وتشكل الرتبتان الرتبة الفرعية شوكيات الزعانف البدائية، وهي تندرج غالبًا في الرتبة الخاصة بهما. ولقد ظهرت أسماك الكراكيات لأول مرة في منتصف العصر الكريتاسي (العصر الطباشيري) — كإنتاجٍ أولي لإشعاع الإيوتيلويست في ذلك الوقت. وهي توجد الآن في المياه العذبة في أمريكا الشمالية والمناطق الشمالية من أوراسيا.

## أسماك الكراكي
تميل أسماك الكراكي إلى أن تبقى في الانتظار مختبئة، كأسماكٍ مفترسة متربصة، بأنفٍ ممدودةٍ، وجذوعٍ طويلة مزودة جيدًا بعضلاتٍ، وذيول متشعبة، وزعانف شرجية وظهرية مثبَّتة جيدًا في الخلف ومواجِهة لبعضها البعض لتتحرك حركة سريعة بطول خط مستقيم؛ مما يسمح للسمكة بالظهور سريعًا من الغلاف لالتقاط فرائسها. وتسهِّل عملية طعن الفريسة بالأسنان الحادة من التقاط الفرائس، حيث تتراجع أسماك الكراكي بعد ذلك إلى الغلاف، وتقوم بقلب الفريسة، وتبتلعها من رأسها أولاً.
وتشريحيًا، تتميز أسماك الكراكي بوجود صفات مشابهة لسمك القرش، وأسنانٍ في الفك العلوي، وعدم وجود زعانف دهنية، بالإضافة إلى حديبات تناسلية، وقناة بوابية (منطقة من المعدة).
ومن أشهر أنواع أسماك (Esocidae) نوعان (Esox lucius) أو سمك الكراكي الشمالي وهي سمكة رياضية واسعة الانتشار قد يصل طولها إلى 1.5 متر (4.6 قدمًا)، و(muskellunge) (من أسماك المياه العذبة) أو "السمك مسكي الرائحة"، (E. masquinongy)، الذي ينمو بشكلٍ أكبر من ذلك.

## سمك المنوة الطيني
سمك المنوة الطيني (من أسماك المياه المالحة والعذبة) هو سمك أصغر بكثيرٍ في الحجم من أسماك الكراكي، ويبلغ طوله المعتاد أقل من 20 سنتيمترًا. ومع ذلك، فهي أسماك فعالة، تبقى مختبئة، ومفترسة متربصة بفريستها، وتتغذى في الغالب على أنواعِ اللافقاريات التي توجد عادةً في المياه الراكدة الدفيئة. ومن بين الأنواع الثلاثة الشمال أمريكية من جنس (Umbra)، يوجد نوع واحد وهو (U. limi)، له قدرة محدودة على استنشاق الهواء. وتعتبر أنواع سمك (Umbra) أكثر شيوعًا في مناطق الساحل الأطلسي لأمريكا الشمالية على طول المناطق المستنقعية منخفضة الأكسجين من نهر المسيسيبي، وفي البيئات المماثلة في أوروبا.